# Maison forte de La Faverge
La maison forte de La Faverge est une ancienne maison forte, du XVe, au Moyen Âge siège de la seigneurie de La Faverge, dont les vestiges se dressent sur la commune de Yenne, dans le département de la Savoie, en région Auvergne-Rhône-Alpes.

## Situation
La maison forte se dresse après le hameau des Bernards.

## Histoire
Possession au XVIIe siècle de la famille de La Mar, ; Jean de La Mar (de Mari), est, en 1625, seigneur de La Faverge. La seigneurie de La Faverge, voisine de celle de Lagnieu, pourrait avoir été confondue avec la seigneurie de Navette, possession de la famille noble des du Goy.
Jean de Navette (de Navetis), est mentionné dans l'acte de fidélité que font, au duc Charles Ier de Savoie, à son avènement, les habitants de Yenne.
En 1570, on relève Claude du Goy, seigneur de Navette, et, en 1590, noble Barthélemy du Goy, son fils. En 1620, Gaspard du Goy de Navette est en possession de biens à Saint-Paul et à Yenne. La famille du Goy, prendra, peu après, la possession du fief de la Martinière. En 1625, noble Pierre-François du Goy de Navette, possède des biens au village voisin de Bas-Somont.
Le 20 avril 1634, le duc Victor-Amédée Ier de Savoie, par lettres patentes, autorise Urbain du Goy, seigneur de Saint-Agniez, à installer, à Yenne, un moulinage et dévidage de soie.
Le 1er octobre 1675, un du Goy de Saint-Agniez, seigneur de La Faverge, assiste à Yenne à la réunion de la noblesse du petit Bugey, à l'occasion de l'avènement de Victor-Amédée II de Savoie. Vit, en 1690, Louis du Goy, son fils, et, en 1715, Pierre du Goy de Saint-Agniez, seigneur de La Faverge, et, en 1730, noble François Laurent de La Faverge.
La terre et la maison forte de La Faverge étaient, au début du XXe, la possession de la famille Dupasquier, qui en avaient la jouissance déjà avant la Révolution.

## Description
La maison forte, qui a été remaniée, se présentait sous la forme d'une grosse tour carrée datée du XVe. Il subsiste de cette époque des fragments de fenêtres, des jambages de portes gothiques, et à l'intérieur des corbeaux et une cheminée également gothique. On accède à la cour, que ferme un grand mur, par un portail d'entrée du XVe, fermé par un système de barres, visible à la fin du XXe siècle. 